# Pabuaran Tumpeng
Pabuaran Tumpeng is een bestuurslaag in het regentschap Tangerang van de provincie Banten, Indonesië. Pabuaran Tumpeng telt 13.972 inwoners (volkstelling 2010).